# Kāz̧emī-ye Do
Kāz̧emī-ye Do (persiska: کاظمی دو) är en ort i Iran.   Den ligger i provinsen Khuzestan, i den västra delen av landet, 600 km sydväst om huvudstaden Teheran. Kāz̧emī-ye Do ligger 9 meter över havet och antalet invånare är 307.
Terrängen runt Kāz̧emī-ye Do är mycket platt.Runt Kāz̧emī-ye Do är det ganska tätbefolkat, med 144 invånare per kvadratkilometer. Närmaste större samhälle är Qajarīyeh-ye Yek, 7,0 km norr om Kāz̧emī-ye Do. Omgivningarna runt Kāz̧emī-ye Do är i huvudsak ett öppet busklandskap.